# うたな
うたな（うたな、2003年 <平成15年> 12月21日 - ）は、日本のファッションモデル、タレント、TikToker。埼玉県出身。

## 経歴
2021年、ABEMA人気番組恋する♡週末ホームステイに出演。その年の、恋ステ総選挙にて、推し女子編で2位となる。
2022年、東京美少女図鑑創刊号の表紙を飾る。

## 人物
- 趣味は、カフェ巡り。
- 特技は、メイク、人と接すること。

## 出演

### Web
- 恋する♡週末ホームステイ2021春[1]（2021年4月13日 - 6月22日、ABEMA）
- 恋する♡週末ホームステイin the resort[2]（2021年8月24日 - 10月12日、ABEMA）
- 恋ステ総選挙～推し女子編～ 2位[3]（2021年11月15日、ABEMA）
- オルガン坂生徒会（2022年2月・3月、ゲスト、5月、レギュラー、DHCテレビ）
- 恋ステ特別企画（2022年3月、ABEMA）
- LAST TEEN2 supported by ZOZOTOWN 出演[4]（2022年11月29日 - 2022年12月20日、ABEMA）

### イベント
- KANSAI COLLECTION
  - 2022 S/S（2022年3月5日）
- VENUS FES 2022（2022年9月27日）
- Rakuten GirlsAward
  - 2022 A/W（2022年10月8日）
- TGCteen
  - 2022（2022年11月13日）

### MV
- 「空の青さをみせられて」I Don't Like Mondays.（2022年3月31日、YouTube）

### 雑誌
- 東京美少女図鑑創刊号 表紙（2022年4月、東京美少女図鑑、Churros）
- 東京美少女図鑑フリーペーパーvol.2 表紙（2022年12月17日、東京美少女図鑑、Churros）